# Ladies and Gentlemen (Lou Bega)
Ladies and Gentlemen è il secondo album in studio del cantante Lou Bega, pubblicato nel 2001.

## Traccia
1. Just a Gigolo/I Ain't Got Nobody - 3:49
2. You Are My Sunshine - 3:30
3. Calling Her - 0:52
4. God Is a Woman - 4:05
5. Club Elitaire - 5:03
6. Money - 3:08
7. Lady - 3:27
8. Gentleman - 3:26
9. People Lovin' Me - 3:51
10. Crash - 1:10
11. Shit Happens - 3:23
12. Angelina - 3:17
13. Yeah Yeah - 3:51
14. My Answering Machine - 0:50
15. Lonely - 3:39
16. Baby Keep Smiling (feat. Compay Segundo) - 3:36